# 愛德華·彌額爾·伊根
愛德華·彌額爾·伊根（英語：Edward Michael Egan；1932年4月2日—2015年3月5日）是天主教美國籍司鐸級樞機，曾是紐約總教區總主教。

## 生平
伊根於1936年6月26日在美國伊利諾伊州庫克縣芝加哥以西的一處郊區城鎮奧克帕克出生。他於1957年12月15日晉鐸。
他於1985年5月22日晉牧，並獲教宗若望保祿二世任命為紐約總教區輔理主教，領Allegheny領銜教區主教銜。1988年至2000年間擔任布里奇波特教區主教。2000年6月19日，升任紐約總教區總主教。
若望保祿二世2001年2月21日將他擢升為司鐸級樞機，領羅馬聖若望及保祿堂區司鐸銜。直到2009年2月23日榮休，並由弟茂德·彌額爾·多蘭接替成為紐約總教區正權總主教。
他在2015年3月5日在美國紐約去世，葬於紐約聖巴特里爵主教座堂。

## 牧徽

愛德華·彌額爾·伊根樞機牧徽